# Außersinnliche Wahrnehmung

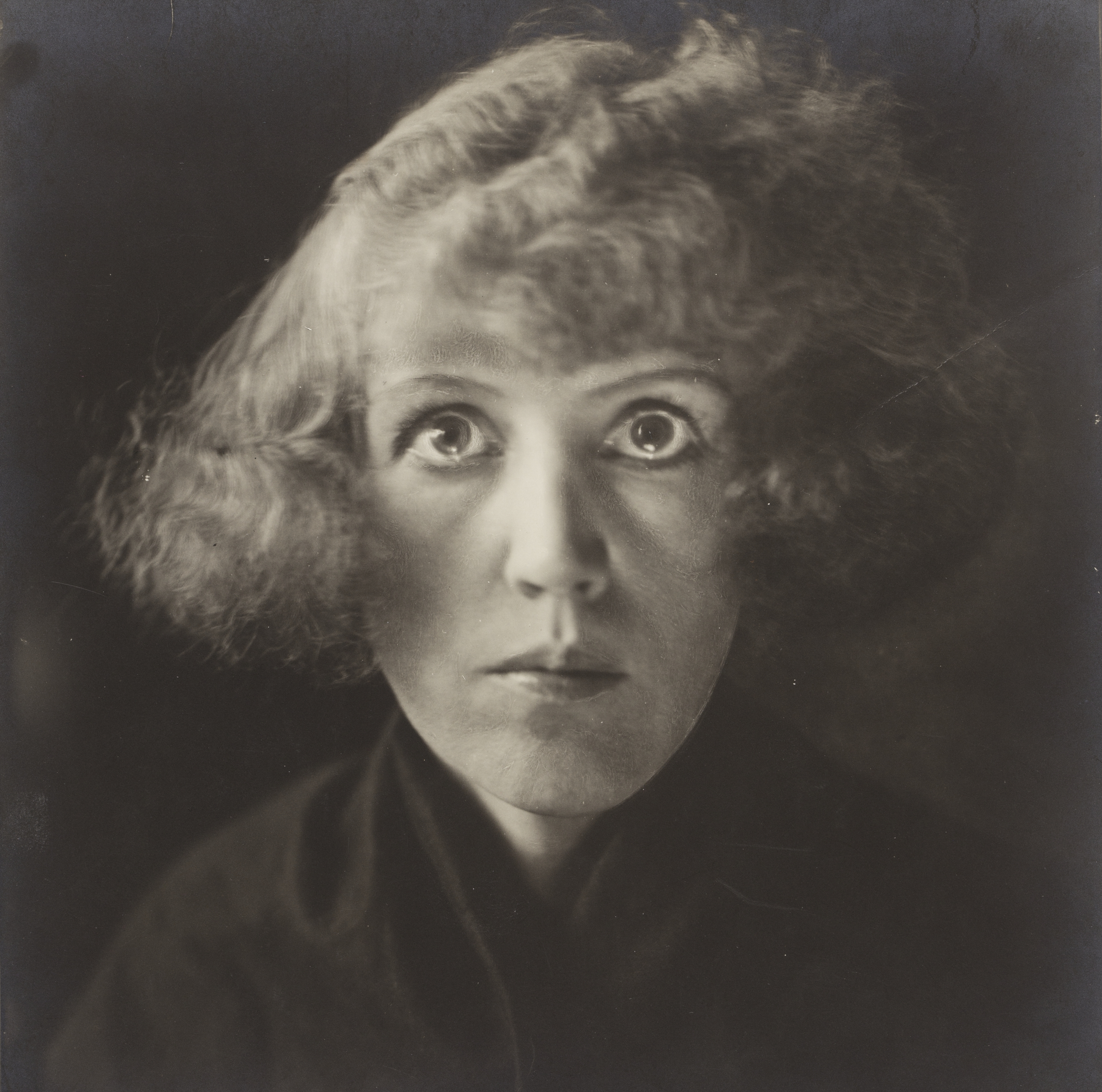
Die Hellseherin Claire Reichart (1926)

Außersinnliche Wahrnehmungen (Abkürzung ASW; englisch extrasensory perception, Abkürzung ESP, oft auch Übersinnliche Wahrnehmung) oder als Aspekt des erweiterten Bewusstseinszustands, englisch altered state of consciousness (ASC), manchmal auch veränderter Wachbewusstseinszustand (VWB) oder außergewöhnliche Erfahrung (AgE) zugeordnet, ist ein Sammelbegriff für eine hypothetische Art von Wahrnehmungen, die nicht durch bekannte sinnliche Erfahrungen oder Wissensquellen erklärbar sind. Es gibt keine wissenschaftlich bestätigten Nachweise für solche Wahrnehmungen.
Die Wissenschaftsgemeinde lehnt ASW überwiegend ab. Gründe hierfür sind der Mangel einer evidenzbasierenden Faktenbasis und der Mangel einer Theorie, die ASW erklären könnte.

## Formen (Modalitäten)
Die Parapsychologie unterscheidet drei Modalitäten der außersinnlichen Wahrnehmung:
- Telepathie: Übertragungen von Informationen zwischen Lebewesen ohne Beteiligung der bekannten Sinneskanäle,
- Hellsehen (oder seltener französisch Clairvoyance): außersinnliche Wahrnehmung von Tatsachen, die keiner beteiligten Person bekannt sind,[4]
- Präkognition: die Erfahrung von zukünftigen Ereignissen.

Die auditive Form des Hellsehens ist das Hellhören, die außersinnliche Wahrnehmung von Worten oder Geräuschen ohne objektives akustisches Ereignis. Die in die Vergangenheit gerichtete Form der Präkognition ist die Retrokognition, das außersinnliche Erfahren eines vergangenen Geschehens.
Außersinnliche Wahrnehmungen sollen sowohl im Wachbewusstsein als auch in anderen Bewusstseinszuständen auftreten, z. B. in Trance oder im Schlaf bzw. Traum. Der Intensität nach werden bei außersinnlichen Wahrnehmungen sichere Kenntnis, unbestimmtes Ahnen oder ein Pseudo-Sinneseindruck (Halluzination oder Traum, realistisch oder verschlüsselt) unterschieden.
Das Phänomen der außersinnlichen Wahrnehmung soll auch bei Tieren möglich sein, etwa wenn Tiere vor einem Erdbeben Unruhe zeigen. Parapsychologen untersuchten unter anderem das Verhalten von Katzen, Hunden und Enten. Inwieweit tierische außersinnliche Wahrnehmungen sich dabei vom Instinkt abgrenzen lassen, ist allerdings unklar.
In der Science-Fiction-Literatur werden Personen oder Figuren mit einer solchen Wahrnehmung gelegentlich als Esper oder Mutanten bezeichnet.

## Historisch überlieferte Berichte über ASW
Bereits aus der Antike sind angebliche außersinnliche Wahrnehmungen überliefert worden. So soll, nach dem Bericht von Philostratos, der Philosoph Apollonius von Tyana, in Ephesus weilend, die gleichzeitig in Rom stattfindende Ermordung des Kaisers Domitian miterlebt und geschildert haben.
Der heiliggesprochene Philipp Neri soll sich nähernde Personen erspürt, Künftiges erahnt, die Gedanken vor ihm Stehender gelesen und diesen seine Gedanken schweigend mitgeteilt haben. Außerdem habe er regelmäßig das Ergebnis von Papstwahlen zutreffend vorausgesagt. Goethe schreibt in einem Essay über ihn von „außerordentlichsten, zwischen den höchst geistigen und höchst körperlichen schwebend erscheinenden Naturgaben“.
Der schwedische Gelehrte Swedenborg soll 1756 in einer Vision in Göteborg einen gleichzeitig in Stockholm stattfindenden Brand gesehen haben. Der deutsche Philosoph Immanuel Kant ließ diese Begebenheit durch einen Freund vor Ort in Schweden mit positivem Ergebnis überprüfen, wovon er in einem Brief vom 10. August 1763 berichtete – jedoch begegnete Kant Swedenborgs angeblichen Visionen aus dem Geisterreich mit Spott und Ablehnung (in: Träume eines Geistersehers, 1766).
Rudolf Steiner, der Gründer der Anthroposophie, erhob für sich den Anspruch, hellsichtig zu sein, in die Zukunft sehen und in der Akasha-Chronik lesen zu können, einer Art ätherischem Weltgedächtnis, in dem alles Wissen über die Vergangenheit gespeichert sein soll. Diese Fähigkeit, die in jedem Menschen angelegt sei, könne durch systematisches Üben nach 'geisteswissenschaftlicher Methode' und unter Anleitung durch einen Geisteslehrer erreicht werden. Im August 1923 hielt Steiner in Torquay Vorträge, die sich hauptsächlich mit anthroposophischem Hellsehen in Theorie und Praxis befassten. Der schwedische Philosoph Sven Ove Hansson verweist allerdings darauf, dass kein anderer Anthroposoph bislang diese Fähigkeit erlangt habe; auch hätten sich Steiners Prophezeiungen, wonach die Naturwissenschaft seine auf übernatürlichem Wege erlangten Einsichten zur Atomphysik, zur Speziellen Relativitätstheorie und zur Syphilistherapie bestätigen würde, nicht erfüllt.
Der später heiliggesprochene italienische Pater Pio soll bei der Beichte den Gläubigen die verheimlichten Sünden vorgehalten haben. Ebenso wird ihm, neben der Stigmatisation, die Bilokation (gleichzeitige Anwesenheit an zwei Orten) zugeschrieben.
In einer 2011 veröffentlichten Studie legte der amerikanische Sozialpsychologe Daryl J. Bem Belege für naturwissenschaftlich unerklärliches Vorherwissen seiner Probanden und „Zeit-Umkehr“ (time-reversing) vor, etwa präkognitive Reaktion auf erotische Stimuli oder besseres Abschneiden in einem Wissenstest, für den die Teilnehmer erst nach der Testung lernten. In späteren Überprüfungen konnten diese Ergebnisse jedoch nicht repliziert werden.

## Belege
1. ↑  Stanislav Grof, Christina Grof (Hrsg.): Spirituelle Krisen. Chancen der Selbstfindung. Kösel, München 1990, ISBN 3-466-34251-1, S. 12
2. ↑  Liane Hofmann, Patrizia Heise: Spiritualität und spirituelle Krisen. Handbuch zu Theorie, Forschung und Praxis. Schattauer, Stuttgart 2017, ISBN 978-3-7945-6861-1, S. 3
3. 1 2  Bonin, Außersinnliche Wahrnehmung (siehe Literatur), S. 50.
4. ↑  Joachim Schmidt: Parapsychologie. In: Christoph Auffarth, Jutta Bernard, Hubert Mohr (Hrsg.): Metzler-Lexikon Religion. Gegenwart – Alltag – Medien. Band 4, J.B. Metzler, Stuttgart/Weimar 2005, S. 11–14, hier S. 12.
5. ↑  Werner F. Bonin: Artikel Hellhören. In: Ders., Lexikon der Parapsychologie, München 1988, S. 224.
6. ↑  Werner F. Bonin: Artikel Retrokognition. In: Ders., Lexikon der Parapsychologie, München 1988, S. 429.
7. ↑  Werner F. Bonin: Artikel Tierparapsychologie. In: Ders., Lexikon der Parapsychologie, München 1988, S. 491–493.
8. ↑  Werner F. Bonin: Artikel Apollonios von Tyana. In: Ders., Lexikon der Parapsychologie, München 1988, S. 31 f.
9. ↑  Goethe: Philipp Neri, der humoristische Heilige (Text-Link).
10. ↑  Werner F. Bonin: Artikel Swedenborg, Emanuel. In: Ders., Lexikon der Parapsychologie, München 1988, S. 475. Kants Brief an Charlotte von Knobloch ist hier online
11. ↑  Rudolf Steiner: Wie erlangt man Erkenntnisse der höheren Welten? (online, abgerufen am 19. Juni 2016); Helmer Ringgren: Anthroposophie. In: Theologische Realenzyklopädie, Band 3, De Gruyter, Berlin 1978, S. 12 (abgerufen über De Gruyter Online).
12. 1 2  Sven Ove Hansson: Is Anthroposophy Science? In: Conceptus. 25 (1991), Heft 64, S. 40–47.
13. ↑  Miriam Gebhardt: Rudolf Steiner. Ein moderner Prophet. DVA, München 2011, S. 322.
14. ↑  Werner F. Bonin: Artikel Forgione, Francesco. In: Ders., Lexikon der Parapsychologie, München 1988, S. 184f.
15. ↑  Daryl J. Bem: Feeling the future: Experimental evidence for anomalous retroactive influences on cognition and affect. In: Journal of Personality and Social Psychology. 100, Heft 3 (2011), S. 407–425.
16. ↑  Sebastian Hermann: Steile Thesen, nichts gewesen. In: Süddeutsche Zeitung. 1. Dezember 2018, S. 35.